# Teeworlds

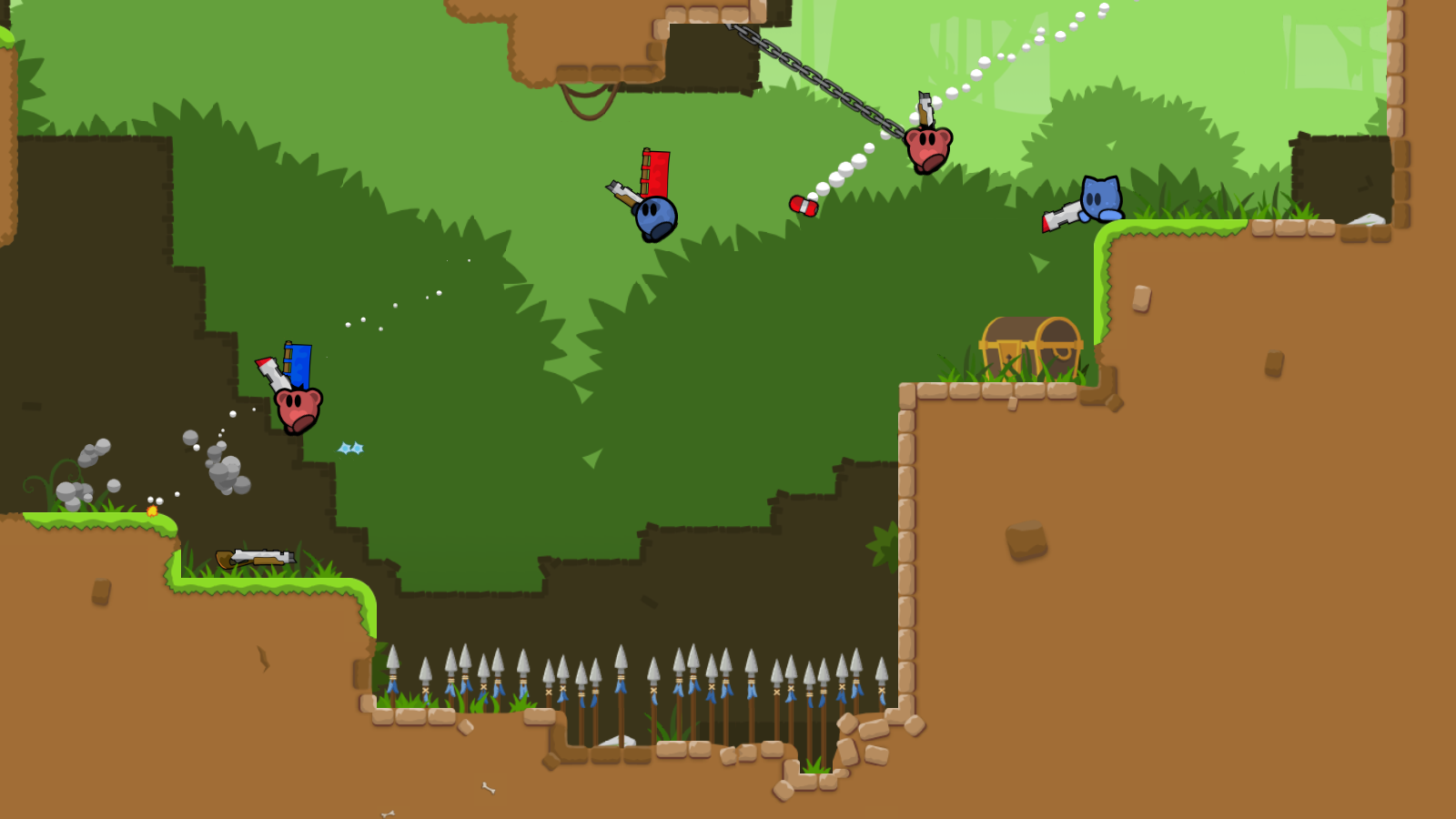
Zrzut ekranowy gry

Teeworlds – dwuwymiarowa komputerowa gra akcji dostępna na licencji open source, obsługiwana przez większość systemów operacyjnych (Windows, Linux, Mac OS X). Daje ona możliwość gry z maksymalnie 64 innymi graczami w trybach takich jak Team Deathmatch, Deathmatch oraz Capture The Flag, a także możliwość projektowania własnych plansz gry. Oprócz głównych trybów istnieje wiele modyfikacji, takich jak: zCatch, Battle, iDM, iCTF, OpenFNG, SoloFNG, Infection, zEsc, zChaos, Race (Aip-Gores i Aip-Race), Bomb, mPanic (a także xPanic), Catch16, Ghost, TeeBall, City – jednak jedną z najpopularniejszych jest tryb DDrace (w wielu różnych odmianach: DDRace, iDDRace, +DDRace, XXLDDRace, PPRace), który przemienia grę konkurencyjną na grę kooperacyjną, w której głównym celem jest dotarcie do linii mety poprzez pokonanie dużej ilości zagadek logicznych i zręcznościowych (zazwyczaj wymagających współpracy wielu graczy).
Zaletą gry jest dostarczanie zarówno trybów oferujących wyzwania czysto zręcznościowe, jak i tych które wymagają wysiłku intelektualnego. Niezwykle ważny jest także bardzo widoczny społecznościowy aspekt gry – tee, czyli postacie graczy, pokazują kierunek w jakim celuje gracz poprzez przemieszczanie oczu, a dodatkowo gracze mogą pokazywać nad swoją głową rozmaite emotikony (przy których w większości modyfikacji zmienia się także kształt oczu tee). W połączeniu z możliwością wyboru wyglądu i kolorów swojej postaci – a w DDRace także domyślnego kształtu oczu (np. radosnych, zdziwionych albo smutnych) – powoduje to, że Teeworlds pozwala na znacznie większą ekspresję niż typowe gry wyposażone jedynie w czat.